# بلو ادواردز
بلو ادواردز (انگلیسی: Blue Edwards؛ زادهٔ ۳۱ اکتبر ۱۹۶۵) بازیکن بسکتبال اهل ایالات متحده آمریکا است.
از باشگاه‌هایی که در آن بازی کرده‌است می‌توان به میامی هیت، بوستون سلتیکس، میلواکی باکس، و باشگاه بسکتبال المپیاکوس اشاره کرد.